# Indigofera ufipaensis
Indigofera ufipaensis är en ärtväxtart som beskrevs av Jan Bevington Gillett. Indigofera ufipaensis ingår i släktet indigosläktet, och familjen ärtväxter. Inga underarter finns listade i Catalogue of Life.